# تشامبا

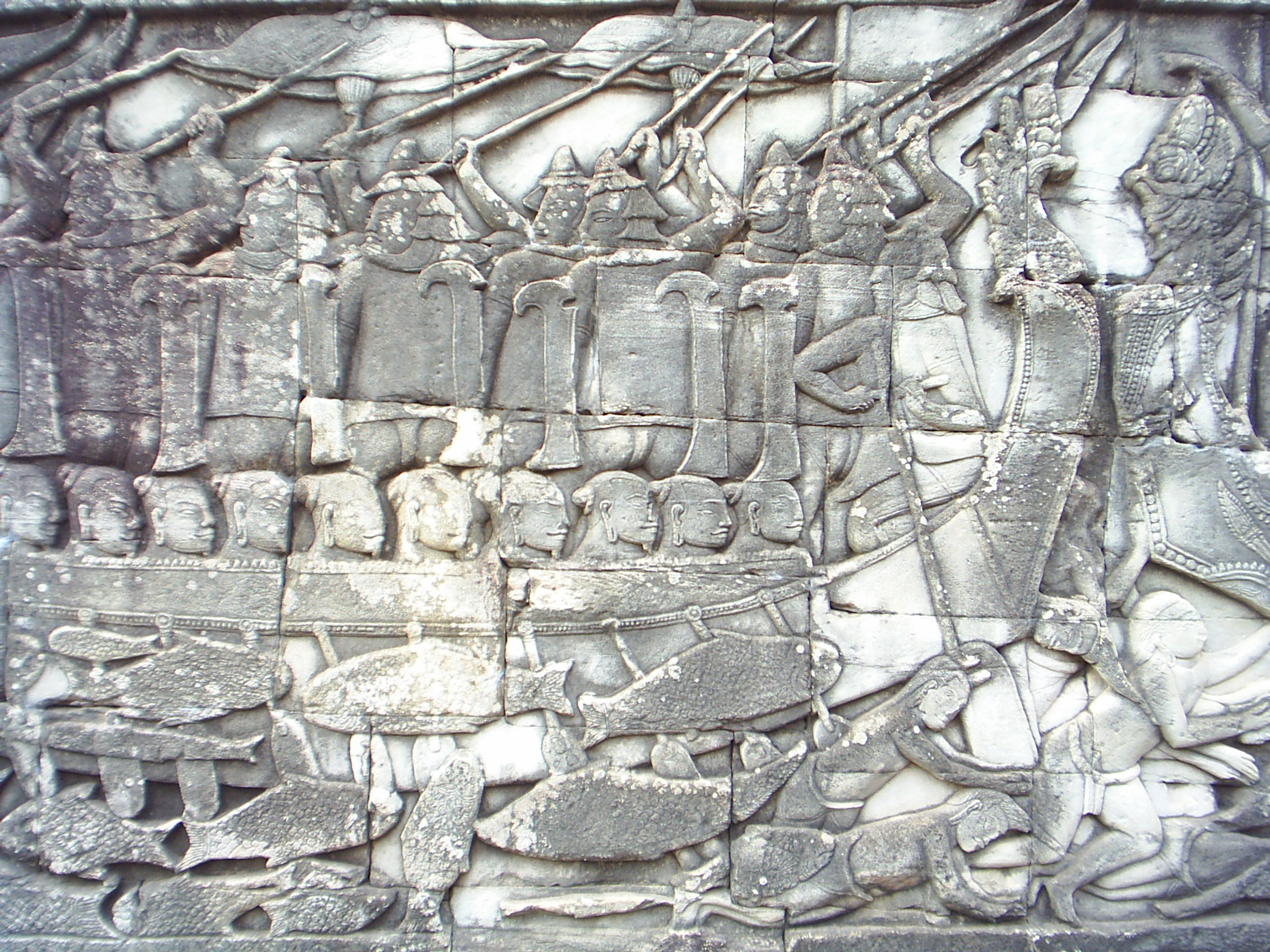
وصف قتال بين جنود بحرية التشام والخمر، رسم بارز على الحجر في البايون

مملكة تشامبا (كومباديسا (Campadesa) أو نجارا تشامبا (nagara Campa) في النقوش التشامية والكمبودية، وتكتب في الديفاناغاري (Devanagari) بالشكل चंपा;[بحاجة لمصدر] Chăm Pa في الفيتنامية، و占城 Chiêm Thành في Hán Việt وZhàn chéng في سجلات اللغة الصينية) كانت عبارة عن مملكة هندية سيطرت على ما يمثل الآن جنوب ووسط فيتنام من القرن السابع تقريبًا وحتى عام 1832.
ويعد شعب التشام من بقايا هذه المملكة. وهم يتحدثون التشامية، وهي لغة من لغات لغة من لغات المالايو بولينيزية.
وقد سبق مملكة التشامبا في المنطقة مملكة أطلق عليها اسم لين يي (Lin-yi) (林邑، بالصينية الوسطى *Lim Ip) أو Lâm Ấp (بالفيتنامية) والتي كانت موجودة منذ عام 192 بعد الميلاد، إلا أن العلاقات التاريخية بين لين يي وتشامبا غير واضحة المعالم. وقد وصلت مملكة تشامبا إلى أوج عظمتها في القرنين التاسع والعاشر. وبعد ذلك، بدأت في الانهيار التدريجي تحت ضغوط من النظام السياسي الفيتنامي Đại Việt الذي كان متمركزًا في منطقة هانوي المعاصرة. في عام 1471، اجتاحت القوات الفيتنامية عاصمة التشام الشمالية فيجايا، وأصبحت باندورانجا تابعة للإمبراطور الفيتنامي، وبقيت حتى عام 1693 عندما بدأت الهجمات ضدها من الفيتناميين ولكن لانشغال مملكة Đại Việt بغزو كمبوديا في 1697 وللمقاومة الشديدة لشعب تشام فتم السماح لهم بحكم ذاتي ولكن تحول اسم الإمارة إلي توان تانه تشان (Thuận Thành trấn). وفي عام 1832، ضم الإمبراطور الفيتنامي مينه مانج (Minh Mạng) ما تبقى من أراضي التشام إلي مملكته نهائيا. وتم الآن تضمين ماي صان(Mỹ Sơn)، وهي مركز ديني سابق، وهوي آن (Hội An)، وهي أحد الموانئ الرئيسية في تشامبا، ضمن قائمة التراث البشري.

## نظرة عامة

### جغرافيا تشامبا التاريخية

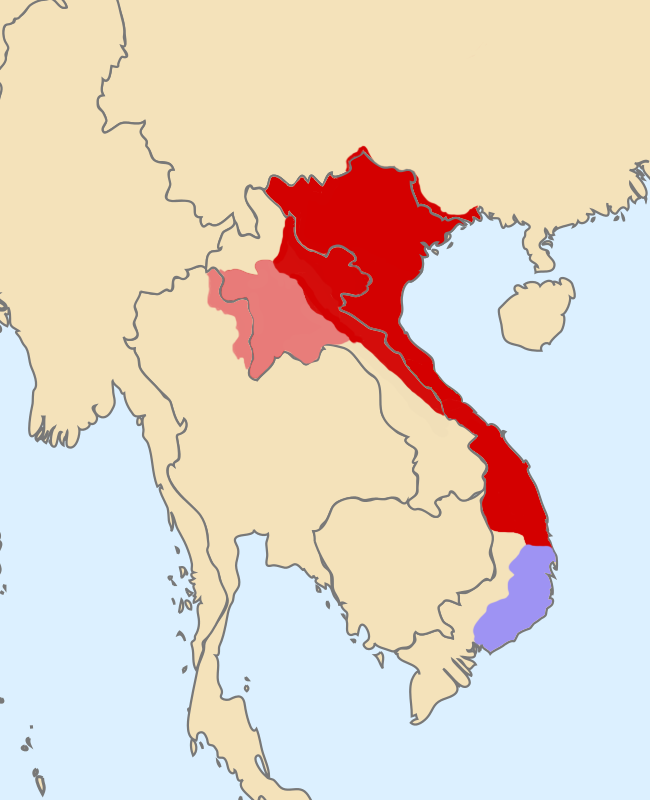
مملكة داي فييت في أقصى اتساعها في عهد الإمبراطور لي ثانه تونج. يمثل اللون الفاتح أراضي مملكة داي فييت تم غزوها لفترة قصيرة من 1478-1480، وتمثل المنطقة الزرقاء ولايات تشامبا التابعة باندورانجا والمتبقية بعد الغزو بعد 1470.

بين القرن السابع والقرن الخامس عشر، ضمت مملكة تشامبا في بعض الأوقات المقاطعات الحالية التالية في فيتنام مقاطعة كوانج نام(Quang Nam) ومقاطعة كوانج نجاي(Quang Ngai) ومقاطعة بينه دينه (Binh Dinh) ومقاطعة فو ين (Phu Yen)، ومقاطعة خانه هوا (Khanh Hoa)، ومقاطعة نينه ثوان (Ninh Thuan)، ومقاطعة بينه ثوان (Binh Thuan). ورغم أن المناطق التابعة لمملكة تشام اشتملت على المناطق الجبلية الموجودة في غرب السهول الساحلية و (في بعض الأوقات) امتدت لتشمل منطقة لاوس المعاصرة، فإن معظم مناطق تشام كان يقطن بها البحارة المهتمون بالتجارة، ولم تقم المملكة بالاحتفاظ إلا بعدد قليل من المستوطنات من أي حجم بعيدًا عن الساحل.
وقد تكونت مملكة تشامبا التاريخية مما يصل إلى خمس إمارات:

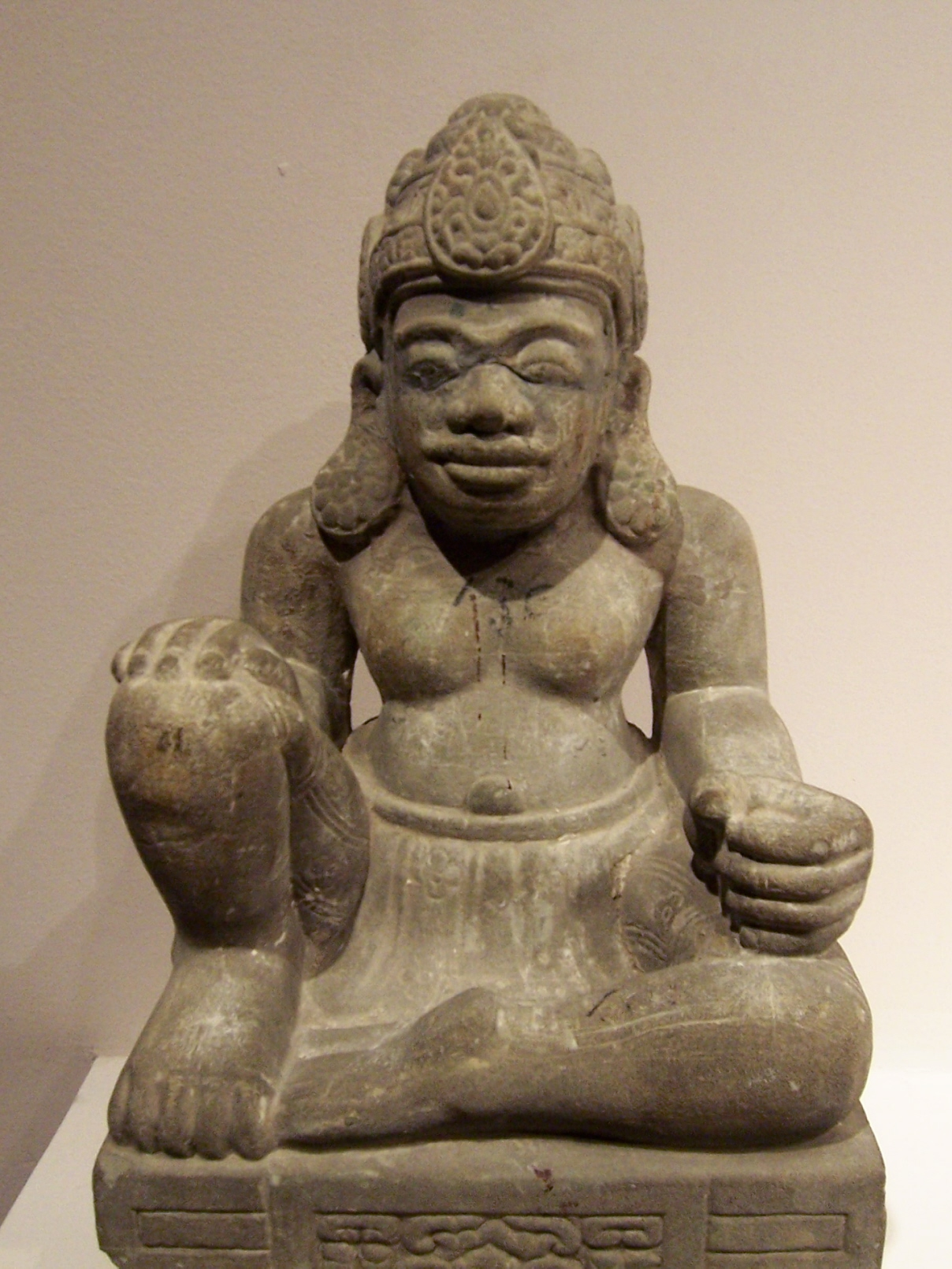
كان هذا التمثال من القرن التاسع ينتمي في وقت من الأوقات إلى الدير البوذي في إندرابورا (Indrapura) عاصمة تشام.

- كانت إندابورا («مدينة إندرا») عاصمة مملكة تشامبا من حوالي 875 إلى حوالي 1000 بعد الميلاد. وقد كانت موجودة في موقع قرية دونج داونج (Dong Duong) المعاصرة، بالقرب من مدينة دا نانج (Da Nang) المعاصرة. كذلك، في منطقة دا نانج، توجد مدينة سنغابورة (Singhapura) («مدينة الأسد») التابعة لمملكة تشام، والتي تم تحديد مكانها من خلال موقع أثري في قرية ترا كيو (Trà Kiệu) المعاصرة، ووادي ماي صان،[1] حيث يمكن مشاهدة مجموعة من المعابد والصروح المدمرة. وكان الميناء المقترن بها في مكان ميناء هوي آن. وقد اشتملت المنطقة التي خضعت في وقت من الأوقات لحكم هذه الإمارة على كوانج بينه وكوانج تري ومقاطعات ثوا ثين هيو المعاصرة.
- وقد كانت أمارافاتي (Amaravati) موجودة في مكان كوانج نام الحالية.
- وقد كانت فيجايا موجودة في مكان بينه دينه المعاصرة. وقد تم تحديد موقع العاصمة من خلال موقع أثري في تشا بان (Cha Ban). وكان الميناء المقترن بها في مكان كواي نهون (Qui Nhơn) المعاصرة. كما تم كذلك تنفيذ عمليات تنقيب هامة في منطقة ثاب مام (Thap Mam)، والتي ربما كانت مركزًا دينيًا وثقافيًا. وقد أصبحت فيجايا المركز السياسي والثقافي في مملكة تشامبا في عام 1000 بعد الميلاد تقريبًا، عندما تم هجر عاصمة إندرابورا الشمالية بسبب ضغط من فيتنام. وقد بقت مركزًا لمملكة تشامبا حتى عام 1471، عندما اجتاحها الفيتناميون وتم نقل مركز مملكة تشامبا مرة أخرى تجاه الجنوب. وفي هذا الوقت، كانت إمارة فيجايا تتحكم في جزء كبير من مقاطعات كوانج نام وكوانج نجاي وبينه دينه وفو ين المعاصرة.
- كانت كاوثارا (Kauthara) موجودة في منطقة نها ترانج (Nha Trang) المعاصرة في خانة هوا. وكان مركزها الديني والثقافي موجودًا في معهد بو ناجار (Po Nagar)، وما زالت عدة صروح منها موجودة في نها ترانج.
- كانت باندورانجا موجودة في منطقة فان رانج (Phan Rang) في نينه ثوان. وكانت باندورانجا آخر مقاطعات التشام التي ضمها الفيتناميون.

وفي الإمارات الأربعة، كان هناك اثنان من العشائر الرئيسية، وهي: «الدوا (Dua)» و«الكاو (Cau)». وقد كانت الدوا تعيش في أمارافاتي (Amarvati) وفيجيا، في حين كانت الكاو تعيش في كاوثارا وباندورانجا. وقد اختلفت عادات وتقاليد العشيرتين، وأدت المصالح المتعارضة إلى حدوث العديد من التصادمات، كما أدت حتى إلى اندلاع الحروب. إلا أنهم كانوا غالبًا يتمكنون من تسوية النزاعات من خلال التزاوج المتبادل.

### الهندوسية والبوذية

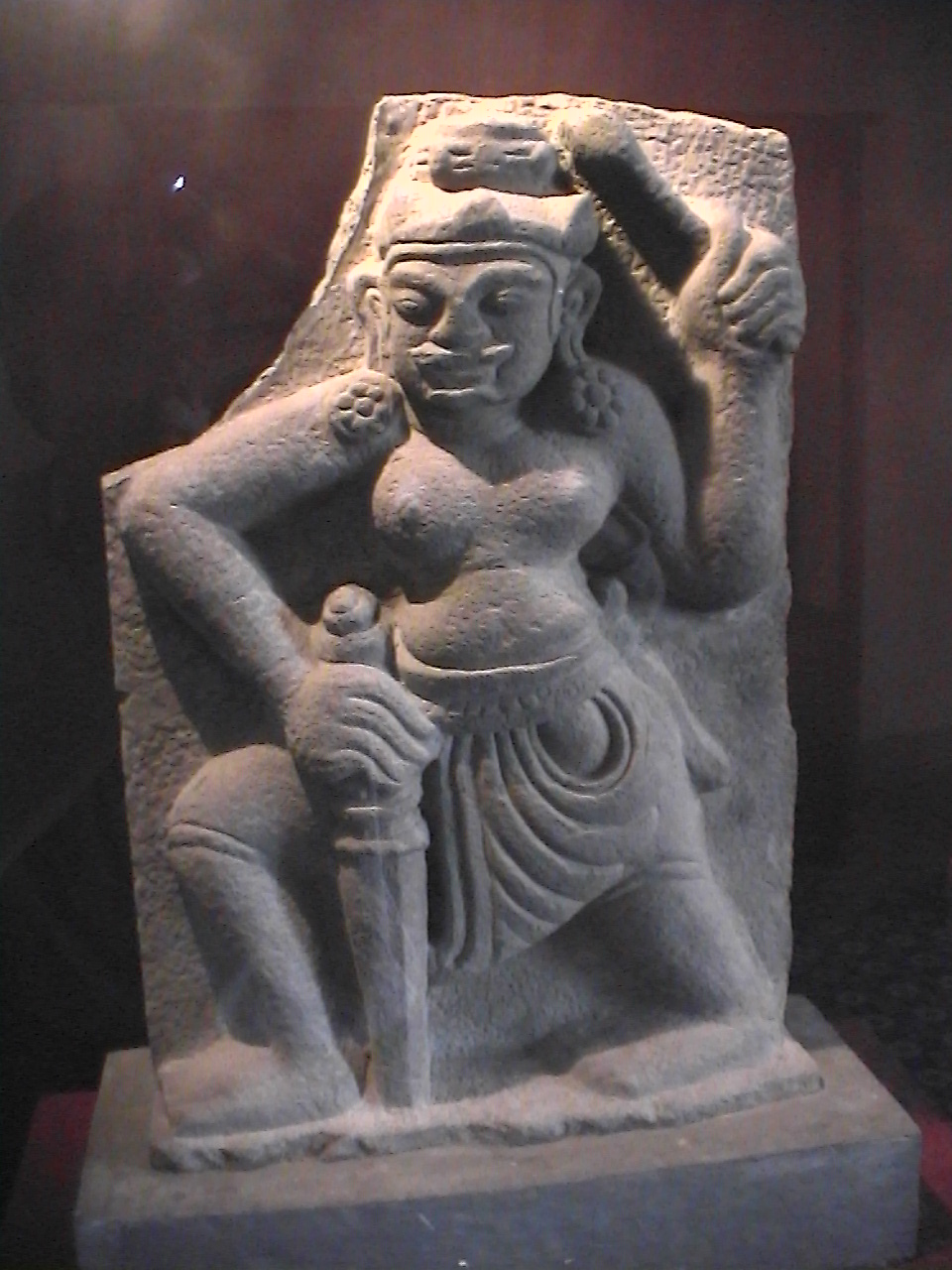
هذا النحت البارز المتميز ينتمي إلى نمط دونج داونج لفن تشام لدفارابالا (Dvarapala) أو حارس المعبد.

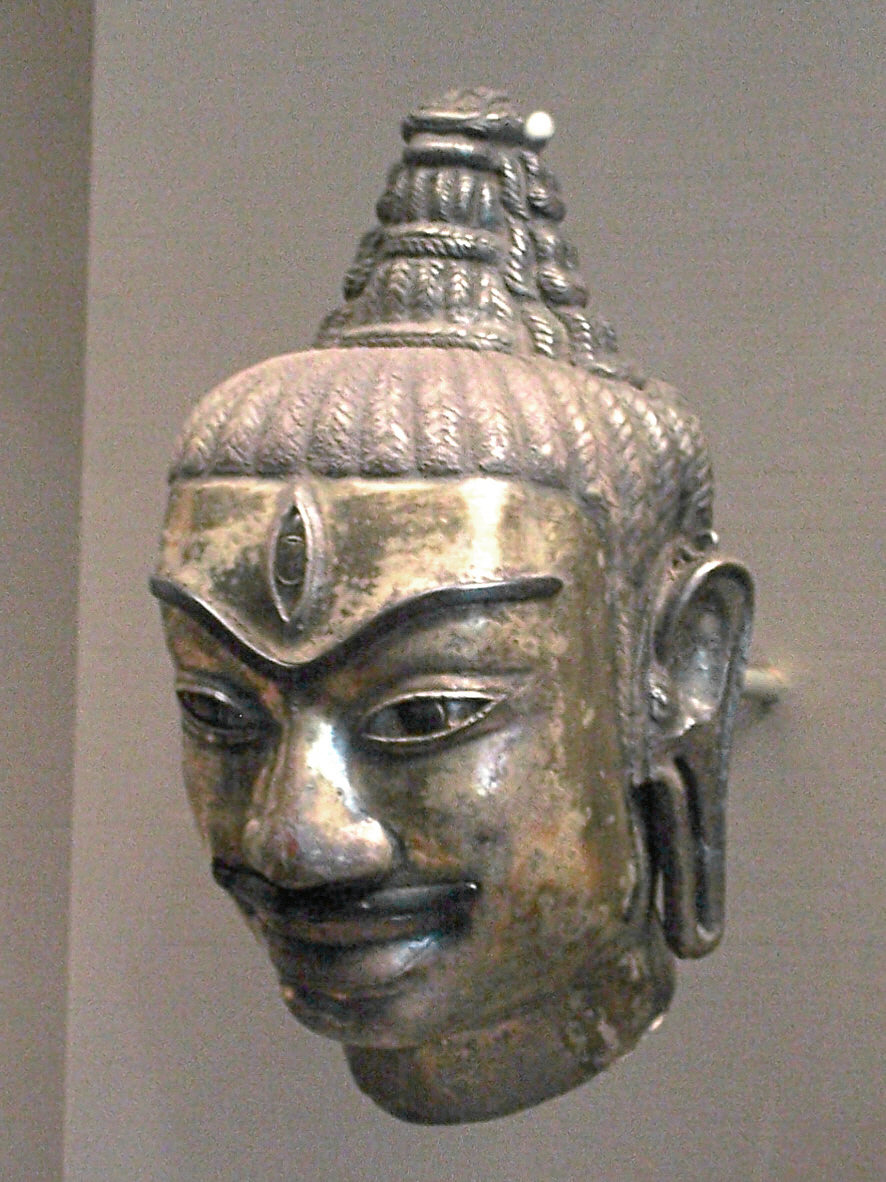
هذه الرأس التشامية تشيفا من الإلكتروم حوالي عام 800 ميلادية. وقد كانت تستخدم لتزيين كوسا، أو ردن معدني مركب في قضيب الإله. ويمكن أن يتعرف الشخص على شيفا من خلال نمط الشعر الطويل العقدة والعين الثالثة الموجودة في وسط جبهته.

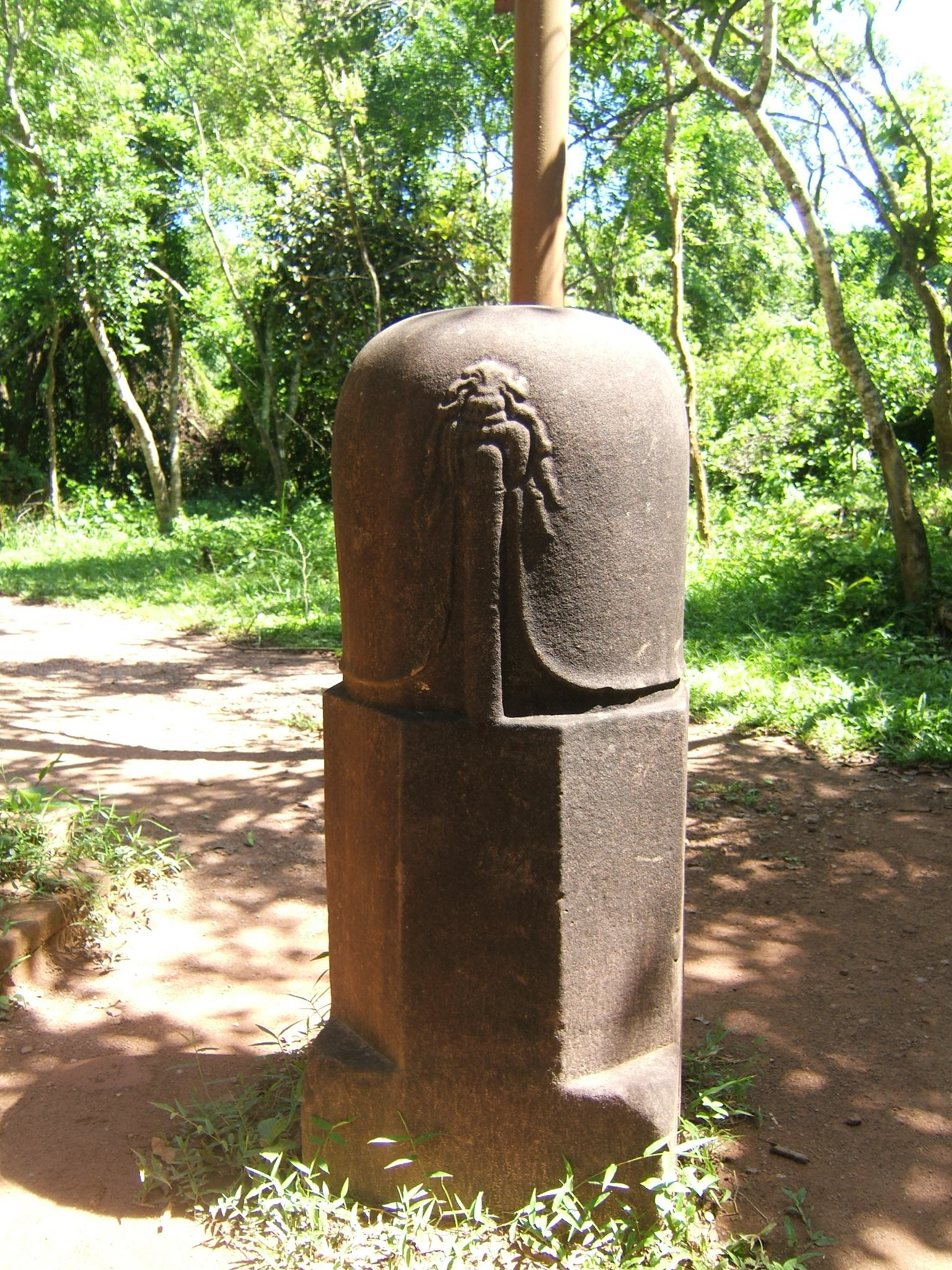
توجد جاتالينجا من القرن العاشر في مجمع معابد ماي صان.

## الأطلال

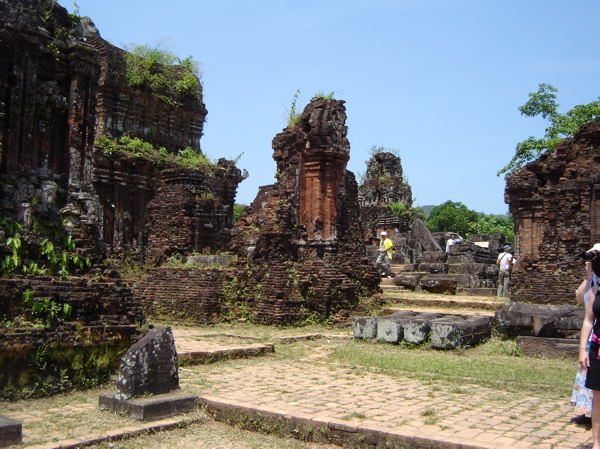
يعد موقع ماي صان هو أكبر موقع يحتوي على مجموعات من أطلال تشام.

### تأريخ تشامبا